# Dienstgrade der türkischen Streitkräfte
Dies ist die Liste der Dienstgrade der Türkischen Streitkräfte (Türk Silahlı Kuvvetleri).
Nach Auflösung der Osmanischen Armee formierte Mustafa Kemal Pascha (später Atatürk genannt), der siegreiche Oberkommandierende im Türkischen Befreiungskrieg 1922, nach der Gründung der Republik im Jahre 1923 die Streitkräfte neu.

## Genelkurmay (Generalstab)
| Dienstgrad                                         | entspricht                               | NATO-Code | Dienstgradabzeichen |
| -------------------------------------------------- | ---------------------------------------- | --------- | ------------------- |
| Genelkurmay Başkanı                                | Generalstabschef Türkei                  | OF-9      |                     |
| Genelkurmay Başkanı (Deniz Kuvvetleri komutanları) | Generalstabschef Türkei                  | OF-9      |                     |
| Kara Kuvvetleri Komutanı                           | Oberkommandierender der Landstreitkräfte | OF-9      |                     |
| Deniz Kuvvetleri Komutanı                          | Oberkommandierender der Seestreitkräfte  | OF-9      |                     |
| Hava Kuvvetleri Komutanı                           | Oberkommandierender der Luftstreitkräfte | OF-9      |                     |
| Jandarma Genel Komutanı                            | Oberkommandierender der Gendarmerie      | OF-9      |                     |
| Sahil Güvenlik Komutanı                            | Oberkommandierender der Küstenwache      | OF-7      |                     |

Gendarmerie und Küstenwache unterstehen in Friedenszeiten dem Innenministerium in der Dienstausübung und dem Generalstab in der Ausbildung, im Kriegsfalle ausschließlich der Armee.
1. ↑  falls es ein Orgeneral (Landstreitkräfte) ist
2. ↑  falls es ein Oramiral (Marine) ist
3. ↑  Orgeneral der Landstreitkräfte
4. ↑  Oramiral der Marine
5. ↑  Orgeneral der Luftstreitkräfte
6. ↑  Orgeneral der Landstreitkräfte
7. ↑  Tümamiral der Küstenwache

## Waffengattungen

### Türk Kara Kuvvetleri, TKK (Landstreitkräfte)
| Dienstgrad                         | entspricht                                | NATO-Code | Dienstgradabzeichen |
| ---------------------------------- | ----------------------------------------- | --------- | ------------------- |
| Mareşal                            | Marschall                                 | OF-10     |                     |
| Orgeneral                          | General                                   | OF-9      |                     |
| Korgeneral                         | Generalleutnant, Korpskommandant          | OF-8      |                     |
| Tümgeneral                         | Generalmajor, Divisionär                  | OF-7      |                     |
| Tuğgeneral                         | Brigadegeneral                            | OF-6      |                     |
| Albay                              | Oberst                                    | OF-5      |                     |
| Yarbay                             | Oberstleutnant                            | OF-4      |                     |
| Binbaşı                            | Major                                     | OF-3      |                     |
| Yüzbaşı                            | Hauptmann                                 | OF-2      |                     |
| Üsteğmen                           | Oberleutnant                              | OF-1      |                     |
| Teğmen                             | Leutnant                                  | OF-1      |                     |
| Asteğmen                           | Fähnrich                                  | OF-D      |                     |
| Astsubay Kıdemli Kademeli Başçavuş | Oberstabsfeldwebel, Oberstabswachtmeister | OR-9      |                     |
| Astsubay Başçavuş                  | Stabsfeldwebel, Stabswachtmeister         | OR-8      |                     |
| Astsubay Kıdemli Üstçavuş          | Hauptfeldwebel, Hauptwachtmeister         | OR-7      |                     |
| Astsubay Üstçavuş                  | Hauptfeldwebel, Hauptwachtmeister         | OR-7      |                     |
| Astsubay Kıdemli Çavuş             | Oberfeldwebel, Oberwachtmeister           | OR-6      |                     |
| Astsubay Çavuş                     | Feldwebel, Wachtmeister                   | OR-6      |                     |
| Uzman Çavuş                        | Stabsunteroffizier                        | OR-5      |                     |
| Çavuş                              | Unteroffizier, Zugsführer                 | OR-4      |                     |
| Uzman Onbaşı                       | Obergefreiter, Korporal                   | OR-3      |                     |
| Onbaşı                             | Gefreiter                                 | OR-2      |                     |
| Er                                 | Grenadier                                 | OR-1      | keine               |

1. ↑  Mustafa Kemal Atatürk 1921 als Anerkennung seines Sieges bei der Schlacht am Sakarya (türkisch: Sakarya Meydan Muharebesi)
Fevzi Çakmak 1922 als Anerkennung seines Sieges bei Dumlupınar (türkisch: Dumlupınar Zaferi)

### Türk Deniz Kuvvetleri, TDK (Seestreitkräfte)
| Dienstgrad       | entspricht                              | NATO-Code | Dienstgradabzeichen |
| ---------------- | --------------------------------------- | --------- | ------------------- |
| Büyük Amiral     | Großadmiral                             | OF-10     |                     |
| Oramiral         | Admiral                                 | OF-9      |                     |
| Koramiral        | Vizeadmiral                             | OF-8      |                     |
| Tümamiral        | Konteradmiral                           | OF-7      |                     |
| Tuğamiral        | Flottillenadmiral                       | OF-6      |                     |
| Albay            | Kapitän zur See, Linienschiffskapitän   | OF-5      |                     |
| Yarbay           | Fregattenkapitän                        | OF-4      |                     |
| Binbaşı          | Korvettenkapitän                        | OF-3      |                     |
| Yüzbaşı          | Kapitänleutnant, Linienschiffsleutnant  | OF-2      |                     |
| Üsteğmen         | Oberleutnant zur See; Fregattenleutnant | OF-1      |                     |
| Teğmen           | Leutnant zur See, Korvettenleutnant     | OF-1      |                     |
| Asteğmen         | Fähnrich zur See                        | OF-D      |                     |
| Kıdemli Başçavuş | Oberstabsbootsmann                      | OR-9      |                     |
| Başçavuş         | Stabsbootsmann                          | OR-8      |                     |
| Kıdemli Üstçavuş | Hauptbootsmann                          | OR-8      |                     |
| Üstçavuş         | Hauptbootsmann                          | OR-7      |                     |
| Kidemli Çavuş    | Oberbootsmann                           | OR-6      |                     |
| Astsubay Çavuş   | Bootsmann                               | OR-6      |                     |
| Uzman Çavuş      | Stabsunteroffizier                      | OR-5      |                     |
| Çavuş            | Unteroffizier, Zugsführer               | OR-4      |                     |
| Uzman Onbaşı     | Obergefreiter, Korporal                 | OR-3      |                     |
| Onbaşı           | Gefreiter                               | OR-2      |                     |
| Er               | Matrose                                 | OR-1      | keine               |

1. ↑  entspricht dem osmanischen Kaptan-ı Derya, bei der türkischen Marine nicht vergeben

### Türk Hava Kuvvetleri, THK (Luftstreitkräfte)
| Dienstgrad       | entspricht                                                  | NATO-Code | Dienstgradabzeichen |
| ---------------- | ----------------------------------------------------------- | --------- | ------------------- |
| Hava Mareşalı    | Luftmarschall (Marshal of the Air Force)                    | OF-10     | (nicht greifbar)    |
| Orgeneral        | General (Air Chief Marshal)                                 | OF-9      |                     |
| Korgeneral       | Generalleutnant, Korpskommandant (Air Marshal)              | OF-8      |                     |
| Tümgeneral       | Generalmajor, Divisionär (Air Vice Marshal)                 | OF-7      |                     |
| Tuğgeneral       | Brigadegeneral (Air Commodore)                              | OF-6      |                     |
| Albay            | Oberst (Group Captain)                                      | OF-5      |                     |
| Yarbay           | Oberstleutnant (Wing Commander)                             | OF-4      |                     |
| Binbaşı          | Major (Squadron Leader)                                     | OF-3      |                     |
| Yüzbaşı          | Hauptmann (Flight Captain)                                  | OF-2      |                     |
| Üsteğmen         | Oberleutnant (Flight Lieutenant)                            | OF-1      |                     |
| Teğmen           | Leutnant (Flying Officer)                                   | OF-1      |                     |
| Asteğmen         | Fähnrich (Pilot Officer)                                    | OF-D      |                     |
| Kıdemli Başçavuş | Oberstabsfeldwebel, Oberstabswachtmeister (Warrant Officer) | OR-9      |                     |
| Başçavuş         | Stabsfeldwebel, Stabswachtmeister                           | OR-8      |                     |
| Kıdemli Üstçavuş | Hauptfeldwebel                                              | OR-8      |                     |
| Üstçavuş         | Hauptfeldwebel (Flight Sergeant)                            | OR-7      |                     |
| Kıdemli Çavuş    | Oberfeldwebel, Oberwachtmeister (Sergeant)                  | OR-6      |                     |
| Astsubay Çavuş   | Feldwebel, Wachtmeister (Sergeant)                          | OR-6      |                     |
| Uzman Çavuş      | Stabsunteroffizier                                          | OR-5      |                     |
| Çavuş            | Unteroffizier, Zugsführer                                   | OR-4      |                     |
| Uzman Onbaşı     | Obergefreiter, Korporal                                     | OR-3      |                     |
| Onbaşı           | Gefreiter                                                   | OR-2      |                     |
| Er               | Flieger                                                     | OR-1      | keine               |

1. ↑  in Deutschland, Österreich und der Schweiz entsprechen die Rangbezeichnungen denen der Landstreitkräfte, die Ränge in Klammer sind die der Royal Air Force (GB)
2. ↑  nicht vergeben

### Sahil Güvenlik Teşkilatı (Küstenwache)
(gleiche Ränge und Dienstgradabzeichen wie die Marine ab dem Tümamiral)

### Jandarma(Gendarmerie)
| Dienstgrad                              | entspricht                               | NATO-Code     | Dienstgradabzeichen |
| --------------------------------------- | ---------------------------------------- | ------------- | ------------------- |
| Orgeneral                               | General der Landstreitkräfte             | OF-9          |                     |
| General & Subay                         | Generals- und Offiziersdienstgrade       | OF-8 bis OF-D | siehe TKK           |
| Astsubay                                | Unteroffiziersdienstgrade                | OR-9 bis OR-7 | siehe TKK           |
| Uzman Jandarma Sekizinci Kademeli Çavuş | Gendarmerie-Hauptwachtmeister (8. Stufe) | OR-5/6        |                     |
| Uzman Jandarma Yedinci Kademeli Çavuş   | Gendarmerie-Hauptwachtmeister (7. Stufe) | OR-5/6        |                     |
| Uzman Jandarma Altıncı Kademeli Çavuş   | Gendarmerie-Hauptwachtmeister (6. Stufe) | OR-5/6        |                     |
| Uzman Jandarma Beşinci Kademeli Çavuş   | Gendarmerie-Hauptwachtmeister (5. Stufe) | OR-5/6        |                     |
| Uzman Jandarma Dördüncü Kademeli Çavuş  | Gendarmerie-Hauptwachtmeister (4. Stufe) | OR-5/6        |                     |
| Uzman Jandarma Üçüncü Kademeli Çavuş    | Gendarmerie-Hauptwachtmeister (3. Stufe) | OR-5/6        |                     |
| Uzman Jandarma İkinci Kademeli Çavuş    | Gendarmerie-Hauptwachtmeister (2. Stufe) | OR-5/6        |                     |
| Uzman Jandarma Birinci Kademeli Çavuş   | Gendarmerie-Hauptwachtmeister (1. Stufe) | OR-5/6        |                     |
| Uzman Jandarma Çavuş                    | Gendarmerie-Wachtmeister                 | OR-5          |                     |
| Uzman Jandarma Adayı                    | Gendarmerie-Unteroffizier                | OR-4          |                     |
| Uzman Jandarma Erbaş                    | Obergendarm                              | OR-1          | (nicht greifbar)    |
| Jandarma Erbaş ve Er                    | Gendarm                                  | OR-1          | keine               |

1. 1 2  entsprechen den Rängen der Landstreitkräfte
2. 1 2  entsprechen den Dienstgradabzeichen der Landstreitkräfte